# Victor Gaudard
Vitor Gaudard, né le 26 juin 1797 à Échallens et mort le 24 mai 1871 à Lausanne est une personnalité politique suisse.

## Biographie
Victor Gaudard est député du Grand Conseil du canton de Vaud de 1831 à 1849. Il est syndic de Lausanne de 1848 à 1857 et à nouveau député du Grand Conseil de 1862 à 1871.